# 鈴木狂太郎
鈴木 狂太郎（すずき きょうたろう）は、日本の漫画家。男性。神奈川県横浜市在住。成人向け漫画雑誌『COMIC阿呍』2008年2月号の『らぶみっしょん』でデビュー。一般向け作品の名義として鈴木恭太郎（読み同じ）を使用しており、『ブレイドブレイカー』などの作品を発表している。

## 略歴
元々はカラーイラストなどを趣味で描いていたが、2006年頃より漫画を描き始め、成年誌『COMIC阿呍』2008年2月号で『らぶみっしょん』（鈴木狂太郎名義）でデビュー。その後、2008年7月号より『魔法教えます!!』の連載を開始し、2009年5月28日に初の単行本『魔法教えます!!』が発売された。
2010年、一般誌『ヤングキングアワーズ』2010年5月号で『ブレイドブレイカー』（鈴木恭太郎名義）の連載を開始。1巻の発売時にサイン入りの「資料用日本刀（模造）」がプレゼントされるフェアが行われた。その後、誌上アンケートが悪かったため、2012年7月号で打ち切りとなった。
2013年、一般誌『月刊ドラゴンエイジ』2013年6月号で『ネクロ;クロニクル - NECRO;CHRONICLE -』（鈴木恭太郎名義）の連載を開始したが、2014年3月号で打ち切りとなっている。
以後は『COMIC阿呍』で作品を発表している。

## 作品リスト

### 単行本
鈴木狂太郎名義
1. 『魔法教えます!!』[12] 2009年5月28日発売[5]、ヒット出版社〈セラフィンコミックス〉、ISBN 978-4-89465-441-9
  - 魔法教えます!! #0（COMIC阿呍2009年7月号）
  - #1（COMIC阿吽2008年7月号）
  - #2（COMIC阿吽2008年9月号）
  - #3（COMIC阿吽2008年11月号）
  - #4（COMIC阿吽2009年1・2月合併号）
  - #5（COMIC阿吽2009年4月号）
  - #+1（描き下ろし）
  - らぶみっしょん（COMIC阿吽2008年2月号） - デビュー作。
  - その剣は誰の為に?（COMIC阿吽2008年6月号）
  - 茜色!見ていろ!（COMIC阿吽2009年4月号）
2. 『魔法教えました!!』 2010年10月9日発売[13]、ヒット出版社〈セラフィンコミックス〉、ISBN 978-4-89465-495-2
  - 魔法教えました!! #0（COMIC阿吽2010年2月号）
  - #1（COMIC阿吽2010年3月号）
  - #2（COMIC阿吽2010年4月号）
  - #3（COMIC阿吽2010年6月号）
  - #4（COMIC阿吽2010年7月号）
  - #5（COMIC阿吽2010年8月号）
  - #+1（COMIC阿吽2010年10月号）
  - らぶいんぱくと（COMIC阿吽2009年8月号）
  - 茜色!覗いていろ!（COMIC阿吽2009年12月号）
3. 『アイドルで小○生』 2013年5月1日発売[14]、ヒット出版社〈セラフィンコミックス〉、ISBN 978-4-89465-591-1
  - アイドルで小○生 #1（COMIC阿吽2012年8月号）
  - #2（COMIC阿吽2012年9月号）
  - #3（COMIC阿吽2012年11月号）
  - #4（COMIC阿吽2012年12月号）
  - #5（COMIC阿吽2013年5月号）
  - 茜色!眠っていろ!（COMIC阿吽2011年5月号）
4. 『戦車コレ』（たんコレ） 2014年10月23日発売[15]、ヒット出版社〈セラフィンコミックス〉、ISBN 978-4-89465-645-1
  - 戦車コレ 第1戦（COMIC阿吽、2014年8月号）
  - 第2戦（COMIC阿吽2014年9月号）
  - 第3戦（COMIC阿吽2014年10月号）
  - 第4戦（COMIC阿吽2014年11月号）
  - 第5戦（最終戦）（COMIC阿吽2014年11月号）
  - 貧乏息子と御令嬢（COMIC阿吽2014年6月号）
5. 『JC'S EX』 2015年8月10日発売[16]、ヒット出版社〈セラフィンコミックス〉、ISBN 978-4-89465-671-0
  - この広い青空の中でSEX（COMIC阿吽2015年9月号）
  - この広い青空の中でSEX 前編（COMIC阿吽2015年7月号）
  - この広い青空の中でSEX 後編（COMIC阿吽2015年8月号）
  - 痴漢とSEX（COMIC阿吽2015年4月号）
  - 校舎の窓から愛を叫んでSEX（COMIC阿吽2015年5月号）
  - カラテガールがSEX（COMIC阿吽2015年6月号）
  - ランチタイムSEX（COMIC阿吽2015年1月号）
  - 戦車コレ 宣伝漫画（COMIC阿吽2014年12月号）
  - fortissimo（COMIC阿吽2012年1・2月合併号）
  - 瞳の先に（COMIC阿吽2011年10月号）
6. 『人狼教室』 2016年7月15日発売[17]、ヒット出版社〈セラフィンコミックス〉、ISBN 978-4-89465-698-7
  - 第一話（COMIC阿吽2016年1月号）
  - 第二話（COMIC阿吽2016年2月号）
  - 第三話（COMIC阿吽2016年3月号）
  - 第四話（COMIC阿吽2016年4月号）
  - 第五話（COMIC阿吽2016年5月号）
  - 第六話（COMIC阿吽2016年6月号）
  - 最終話（COMIC阿吽2016年7月号）
  - 蕾2輪と豚野郎（COMIC阿吽2015年12月号）
7. 『JC'S TRIP』 2018年2月23日発売[18]、ヒット出版社〈セラフィンコミックス〉、ISBN 978-4-89465-753-3
  - 佳乃くんと不適任教師（COMIC阿吽2018年2月号）
  - 千歳ちゃん、おかわりちょーだい（COMIC阿吽2017年12月号）
  - 凛子ちゃんと関西弁（COMIC阿吽2018年1月号）
  - 姉妹戦争（COMIC阿吽2017年1月号）
  - どちらの音（COMIC阿吽2016年12月号）
  - TAKE OFF YOUR PANTEIES（COMIC阿吽2016年11月号）
  - 人狼教室#（COMIC阿吽2016年9月号）
  - 人狼教室 課外授業（COMIC阿吽2017年11月号）
8. 『窓際のタバ子さん』 2020年4月22日発売[19]、ヒット出版社〈セラフィンコミックス〉、ISBN 978-4-89465-830-1
  - 窓際のタバ子さん 第1話（COMIC阿吽2019年3月号）
  - 窓際のタバ子さん 第2話（COMIC阿吽2019年4月号）
  - 窓際のタバ子さん 第3話（COMIC阿吽2019年6月号）
  - 窓際のタバ子さん 第4話（COMIC阿吽2020年2月号）
  - 窓際のタバ子さん 第5話（COMIC阿吽2020年4月号）
  - タピオカ収穫は褐色初潮前少女の膣内で（阿吽改 Vol.6）

鈴木恭太郎名義
- 『ブレイドブレイカー』 2010年 - 2012年、少年画報社〈ヤングキングコミックス〉、『ヤングキングアワーズ』→『月刊ヤングキング』連載、全4巻
- 『ネクロ;クロニクル - NECRO;CHRONICLE -』 KADOKAWA/富士見書房〈ドラゴンコミックスエイジ〉、『月刊ドラゴンエイジ』連載、全2巻
  1. 2013年11月9日発売[20]、ISBN 978-4-04712-933-7
  2. 2014年4月9日発売[21]、ISBN 978-4-04070-078-6

### 単行本未収録
鈴木狂太郎名義
- さくら vs さく フタナリ大決戦!!（ふたなりっ娘らばーず 4、一水社、2007年）
- 無差別級一本勝負!!（ドキッ! Special2010年4月号、竹書房、2010年）
- 夏希ちゃんの少女膣内開発（COMIC阿吽2020年6月号、2020年）
- 窓際のタバ子さん番外編（COMIC阿吽2021年10月合併号、2021年）

鈴木恭太郎名義
- MOON CHILDREN （月刊ヤングキング2012年8月号、2012年）